# Si supieras (canción)
«Si supieras» es una canción del artista puertorriqueño Daddy Yankee y el dúo puertorriqueño Wisin & Yandel. El sencillo se lanzó el 28 de junio de 2019 por El Cartel Records.

## Antecedentes y lanzamiento
La canción fue escrita por Daddy Yankee, Wisin, Yandel, Rafael Pina, Eric "Lobo" Rodríguez, Juan "Gaby Music" Rivera, Francisco "Luny" Saldaña y Marco "Tainy" Masis. Se anunció a través de las redes sociales del cantante, el 25 de junio de 2019, mostrando un breve avance del video musical y publicando que la canción se lanzaría el 28 de junio. El 27 de junio, Yankee publicó una vista previa de 45 segundos de la canción con la voz de Yandel.
La pista marca la novena colaboración entre Daddy Yankee y Wisin & Yandel, después de otros sencillos como «No me dejes solo» (2004), «Mayor que yo» (2005), «Noche de Entierro» (2006), «Mayor Que Yo 3» (2015) y «Todo comienza en la disco» (2018).
Wisin describió el tema como una canción romántica, similar a «No me dejes solo» del álbum Barrio Fino de Daddy Yankee. Dijo que la canción fue grabada en respuesta a "millones de peticiones" de sus fanáticos en las redes sociales. Daddy Yankee se refirió a la colaboración como escuela de oro.

## Vídeo musical
El video musical de «Si supieras» fue grabado entre las ciudades de Miami y Caracas y  fue dirigido por el director venezolano Nuno Gomes, quien previamente había trabajado con Daddy Yankee en «Andas En mi cabeza» (2016) y «La rompe corazones» (2017) y también con Wisin & Yandel en «Duele» con Reik (2019). El video musical oficial en YouTube se lanzó en el canal de Daddy Yankee el 28 de junio de 2019. El clip fue nominado para un premio de música latinoamericana por video favorito en los 5.os premios de Latin American Music Awards.

## Posicionamiento en listas
| Listas (2019)                    | Mejor posición |
| -------------------------------- | -------------- |
| Argentina (Argentina Hot 100)    | 23             |
| Colombia (National-Report)       | 21             |
| El Salvador (Monitor Latino)     | 16             |
| España (PROMUSICAE)              | 44             |
| Estados Unidos (Hot Latin Songs) | 24             |
| Honduras (Monitor Latino)        | 16             |
| Paraguay (Monitor Latino)        | 18             |
| Paraguay (SGP)                   | 33             |
| Puerto Rico (Monitor Latino)     | 17             |
| Venezuela (Monitor Latino)       | 16             |

## Certificaciones
| País (organismo certificador) | Certificación      | Unidades certificadas |
| ----------------------------- | ------------------ | --------------------- |
| Estados Unidos (RIAA)         | 2x Platino (Latin) | 120 000               |